# Odilon Wagner
Odilon Wagner (Curitiba , 24 de outubro de 1954) é um ator, autor e diretor de teatro brasileiro. Teve trabalhos de destaque na televisão, em produções como Corpo a Corpo, Selva de Pedra, Carmem, Explode Coração, Por Amor, Chiquinha Gonzaga, Cobras & Lagartos, Caminho das Índias, Segundo Sol, além de três temporadas do seriado Malhação, nos anos de 2002, 2011 e 2014.

## Biografia
Nasceu na cidade de Curitiba e foi criado em Ponta Grossa, Paraná. É também consultor em comunicação e presta assessoria empresarial e para campanhas políticas.
Sobre religião, Odilon Wagner é Espírita Kardecista.

## Carreira

### Televisão
| Ano  | Título                                     | Personagem                                        | Nota                                                                         | Emissora          |
| ---- | ------------------------------------------ | ------------------------------------------------- | ---------------------------------------------------------------------------- | ----------------- |
| 1974 | Supermanoela                               | Renato                                            |                                                                              | Rede Globo        |
| 1982 | Avenida Paulista                           | Albino de Almeida Moraes                          |                                                                              | Rede Globo        |
| 1983 | Sabor de Mel                               | Samuel Rangel Carneiro                            | Participação em flashbacks                                                   | Rede Bandeirantes |
| 1984 | Viver a Vida                               | Fernando Saboya                                   |                                                                              | Rede Manchete     |
| 1984 | Corpo a Corpo                              | Rogério Cerqueira Fraga                           |                                                                              | Rede Globo        |
| 1985 | De Quina pra Lua                           | Paulo Sousa                                       |                                                                              | Rede Globo        |
| 1985 | O Tempo e o Vento                          | Carl Winter                                       |                                                                              | Rede Globo        |
| 1986 | Selva de Pedra                             | Joseph Davis                                      |                                                                              | Rede Globo        |
| 1987 | Carmem                                     | César Carvalho                                    |                                                                              | Rede Manchete     |
| 1987 | Programa Nashville                         | Ele Mesmo (Apresentador)                          |                                                                              | Rede Manchete     |
| 1987 | A Rainha da Vida                           | Amadeu Junqueira                                  |                                                                              | Rede Manchete     |
| 1988 | Abolição                                   | Luís Felipe Maria Fernando Gastão (Conde d'Eu)    |                                                                              | Rede Globo        |
| 1989 | Cortina de Vidro                           | Ulisses Gomes Filho                               |                                                                              | SBT               |
| 1989 | República                                  | Luís Felipe Maria Fernando Gastão (Conde d'Eu)    |                                                                              | Rede Globo        |
| 1992 | Anos Rebeldes                              | Rolf Haguenauer                                   |                                                                              | Rede Globo        |
| 1993 | Fera Ferida                                | Friederich Weber                                  | Episódio: "15 de novembro"                                                   | Rede Globo        |
| 1995 | Explode Coração                            | Leandro Avelar                                    |                                                                              | Rede Globo        |
| 1996 | Anjo de Mim                                | Ulysses Borges Duarte                             |                                                                              | Rede Globo        |
| 1997 | Por Amor                                   | Rafael Mello Fontes                               |                                                                              | Rede Globo        |
| 1998 | Labirinto                                  | Rodrigo Leite                                     |                                                                              | Rede Globo        |
| 1999 | Chiquinha Gonzaga                          | José Basileu (Major Basileu)                      |                                                                              | Rede Globo        |
| 1999 | Terra Nostra                               | Altino Neves Marcondes                            |                                                                              | Rede Globo        |
| 2000 | Aquarela do Brasil                         | Armando Vásquez                                   |                                                                              | Rede Globo        |
| 2001 | Um Anjo Caiu do Céu                        | Sidney Valente (Coyote)                           |                                                                              | Rede Globo        |
| 2001 | Sítio do Picapau Amarelo                   | Almirante Brown                                   | Episódio: "Viagem ao Céu"                                                    | Rede Globo        |
| 2002 | O Quinto dos Infernos                      | Eugênio Rosa Beauharnais (Eugênio de Beauharnais) |                                                                              | Rede Globo        |
| 2002 | Malhação                                   | Otávio Miranda                                    |                                                                              | Rede Globo        |
| 2003 | Chocolate com Pimenta                      | Jean Felipe Lafaiete                              |                                                                              | Rede Globo        |
| 2004 | Sítio do Picapau Amarelo                   | PPA (Avô de Jajale)                               | Episódio: "A Menina da Selva"                                                | Rede Globo        |
| 2004 | A Escrava Isaura                           | Teobaldo Santana (Comandante Santana)             |                                                                              | RecordTV          |
| 2004 | Começar de Novo                            | Péricles Castro Novello                           |                                                                              | Rede Globo        |
| 2006 | Cobras & Lagartos                          | Alberto Botelho                                   |                                                                              | Rede Globo        |
| 2007 | Amazônia, de Galvez a Chico Mendes         | Alarico Mendes                                    |                                                                              | Rede Globo        |
| 2007 | Sete Pecados                               | Anselmo Silvino                                   |                                                                              | Rede Globo        |
| 2008 | Casos e Acasos                             | Lauro Diniz                                       | Episódio: "O Desejo Escondido, o Cara Deprimido e o Livro Roubado"           | Rede Globo        |
| 2008 | Casos e Acasos                             | João Paulo Ramalho (JP)                           | Episódio: "Quem Mandou o Bombom, Quem É Amanda e Quem Passou a Noite Comigo" | Rede Globo        |
| 2008 | Casos e Acasos                             | Júlio de Alcântara                                | Episódio: "O Encontro Inesperado, o Homem e a Estreia Confusa"               | Rede Globo        |
| 2009 | Deu a Louca no Tempo                       | Nicolai Sampaio                                   |                                                                              | Rede Globo        |
| 2009 | Caminho das índias                         | Eric Stuart (Mike Johnson)                        |                                                                              | Rede Globo        |
| 2009 | A Turma do Didi                            | Conde Drácula                                     | Episódio: "11 de outubro"                                                    | Rede Globo        |
| 2009 | Ouro Negro - A Saga do Petróleo Brasileiro | Dr. José Gosch                                    |                                                                              | Rede Globo        |
| 2011 | Acampamento de Férias 2                    | Tenórios Romão (Franz Fritz)                      |                                                                              | Rede Globo        |
| 2011 | Dança dos Famosos                          | Ele Mesmo (Participante)                          |                                                                              | Rede Globo        |
| 2011 | Malhação                                   | Juarez Soares da Rocha (Dr. Juarez)               |                                                                              | Rede Globo        |
| 2012 | Acampamento de Férias 3                    | Franz Fritz                                       |                                                                              | Rede Globo        |
| 2012 | Louco por Elas                             | Rodolfo Toledo                                    | Episódio: "Léo Se Decepciona ao Descobrir Título de Livro"                   | Rede Globo        |
| 2012 | Salve Jorge                                | Guilherme Thompson (Thompson)                     |                                                                              | Rede Globo        |
| 2014 | Malhação                                   | Dr. Martin Heideguer                              |                                                                              | Rede Globo        |
| 2017 | Tempo de Amar                              | Álvaro Muniz                                      |                                                                              | Rede Globo        |
| 2018 | Segundo Sol                                | Severo Athayde                                    |                                                                              | Rede Globo        |
| 2021 | Super Dança dos Famosos                    | Participante (14° lugar)                          | Temporada 18                                                                 | Rede Globo        |

### Cinema
| Ano  | Título                                               | Personagem       |
| ---- | ---------------------------------------------------- | ---------------- |
| 1986 | Baixo Gávea                                          | Analista         |
| 1987 | Feliz Ano Velho                                      | Carlos           |
| 1988 | Jorge, um Brasileiro                                 | Mário (voz)      |
| 1996 | A Casa de Açúcar                                     |                  |
| 1998 | Bela Donna                                           | John             |
| 1998 | Caminho dos Sonhos                                   |                  |
| 1999 | Zoando na TV                                         | Capitão Dark     |
| 2000 | A Hora Marcada                                       | Henrique         |
| 2001 | Condenado à Liberdade                                | Carlos Vilhena   |
| 2002 | Lost Zweig                                           | Rabbi Pech       |
| 2003 | My Father, Rua Alguem 5555                           | Wolfgang Weinert |
| 2004 | Olga                                                 | Capitão do navio |
| 2006 | Ouro Negro - A Saga do Petróleo Brasileiro           | Dr. José Gosch   |
| 2012 | Astro, uma fábula urbana em um Rio de janeiro mágico | Henrique         |
| 2015 | O Vendedor de Passados                               | Jairo            |
| 2016 | Amor em Sampa                                        | Giba             |
| 2023 | O Anel de Eva                                        | Martin Hirsch    |

## No teatro[9]

### Como ator
- 1972 - A Capital Federal
- 1972 - O Homem de la Mancha
- 1973 - Calabar
- 1985 - Pô! Romeu
- 2022/2023 - A Última Sessão de Freud

### Como diretor
- 1980/1981 - Navalha na Carne
- 2006 - Família Muda-se
- 2013/2016 - A Última Sessão
- 2024 - Radojka – Uma Comédia Friamente Calculada

## Prêmios e indicações
| Ano  | Premiação                       | Categoria                      | Indicação                       | Resultado |
| ---- | ------------------------------- | ------------------------------ | ------------------------------- | --------- |
| 2019 | Prêmio Aplauso Brasil de Teatro | Homenagem                      | Contribuição a produção teatral | Venceu    |
| 2022 | Prêmio Governador do Estado     | Produção Cultural Independente | A Última Sessão de Freud        | Indicado  |
| 2022 | Prêmio APCA de Teatro           | Melhor Ator                    | A Última Sessão de Freud        | Pendente  |
| 2023 | Prêmio Shell - SP               | Melhor Ator                    | A Última Sessão de Freud        | Pendente  |
| 2023 | Prêmio Bibi Ferreira            | Melhor Ator em Peça de Teatro  | A Última Sessão de Freud        | Pendente  |